# Sograndio (Oviedo)
Sograndio es una parroquia del municipio de Oviedo, Asturias (España). Limita al sur con  Caces y Priorio, al oeste con  Pintoria y Godos, al norte con Nora y San Claudio y al este con Piedramuelle.
Tiene una población de 392 habitantes (INE 2016) e incluye a las siguientes entidades de población: Arones, La Carbayeda, La Carretona, La Martina, Sograndio de Abajo, Sograndio de Arriba, La Venta, Villarmil y Villaruiz. Está situada al oeste de la ciudad de Oviedo y a la derecha del río Nalón.

## Arte
En esta parroquia se encuentra la iglesia románica de San Esteban, construida en el siglo XII. La planta de la iglesia tiene una sola nave terminada en una capilla absidal y semicircular. Son de destacar su portada y el arco triunfal que une nave y capilla. La portada está compuesta por una triple arquivolta con dibujos de sierra y hojas cuadrangulares y su arco está sostenido por cuatro columnas. El arco triunfal está también sujeto por cuatro columnas: las de la derecha representan un tema floral y una escena de despedida de una dama y un caballero y en las de la izquierda el tema floral encuadra al dedicado a la Crucifixión esculpido por tres caras externas del capitel. Esta muestra de escultura medieval es una de las más relevantes obras de este periodo.

## Demografía
| Año       | 2000 | 2001 | 2002 | 2003 | 2004 | 2005 | 2016 |
| Población | 406  | 403  | 395  | 406  | 411  | 400  | 392  |

## Deportes
El 1 de junio de 2007 se constituyó el equipo de fútbol sala Sograndio SM para competir en la segunda regional del fútbol asturiano. El cual paso a llamarse Sograndio FS

## Cultura
En el apartado de las letras, la Asociación de Vecinos de San Esteban de Sograndio organiza anualmente el concurso de cuentos Los Bilordios de Pinón, al que se pueden presentar cuentos escritos tanto en lengua castellana como asturiana y en el que tienen cabida autores de todas las edades gracias a las tres categorías de que consta: infantil, juvenil y adultos.

## Fiestas
En Sograndio se celebran anualmente las Fiestas del Carmen coincidiendo con el último fin de semana de julio. Las fiestas duran tres días, de sábado a lunes, durante los cuales se suceden romerías, verbenas y otras actividades lúdicas y religiosas como la jornada gastronómica de la fabada, la solemne procesión de la Virgen del Carmen y la jira campestre con el típico bollu preñao.

## Galardones
En 1996 San Esteban de Sograndio recibió el premio Pueblo Ejemplar de Oviedo que entrega anualmente el Ayuntamiento de Oviedo. 